# Léopold Migeotte
Pour les articles homonymes, voir Migeotte.
Léopold Migeotte est un professeur d’histoire ancienne à l’Université de Laval et directeur d'études associé à l'École Pratique des Hautes Études. Il s'est distingué notamment par ses travaux sur les finances publiques des cités grecques.

## Honneurs
- 2011 - Prix du Mérite de la Société canadienne des études classiques[2]
- 1999 - Professeur émérite de l’Université Laval[2]